# Avenged (film 1914)
Avenged è un cortometraggio muto del 1914 interpretato e diretto da Lois Weber. Prodotto dalla Rex Motion Picture Company e distribuito dalla Universal Film Manufacturing Company, aveva come altri interpreti Phillips Smalley, Agnes Vernon, Rupert Julian.

## Trama
Il contrabbando di cinesi è molto lucroso e il vecchio pescatore lo fa con successo. Una delle sue figlie, Lois, la maggiore, vive con lui, mentre Agnes, la minore, è stata abbandonata. Lei vorrebbe tornare ma il vecchio la respinge. Lois, allora, dice alla sorella di nascondersi nella grotta dove loro due giocavano da piccole: più tardi, le porterà qualcosa da mangiare. Ma, ignora che la grotta è il punto di raccolta dei trafficanti e che, quella notte, ci sarà una retata perché l'innamorato di Lois, un guardacoste, ha posizionato delle guardie per sorprendere i contrabbandieri di cui ha ricevuto una soffiata. Lois arriva alla grotta poco prima dell'arrivo di suo padre con i cinesi: le guardie attaccano il gruppo che si disperde. Il vecchio pescatore fugge, ma la sua nemesi è in agguato: sopra la scogliera, viene preso dallo spavento per l'apparizione improvvisa di uno dei cinesi. La sorpresa lo fa cadere giù dallo strapiombo, finendo sfracellato.

## Produzione
Il film fu prodotto dalla Rex Motion Picture Company, una piccola casa di produzione attiva dal 1911 al 1917.

## Distribuzione
Distribuito dall'Universal Film Manufacturing Company, il film - un cortometraggio in una bobina - uscì nelle sale cinematografiche statunitensi il 24 maggio 1914.